# Іванчна Гориця (община)
Община Іванчна Гориця (словен. Občina Ivančna Gorica) — одна з общин в центральній Словенії. Адміністративним центром є місто Іванчна Гориця. На розвиток общини позитивно впливає те, що вона розташована на дорозі від Любляни до Ново Место.

## Населення
У 2010 році в общині проживало 15338 осіб, 7720 чоловіків і 7618 жінок. Чисельність економічно активного населення (за місцем проживання), 6950 осіб. Середня щомісячна чиста заробітна плата одного працівника (EUR), 884,29 (в середньому по Словенії 966.62). Приблизно кожен другий житель у громаді має автомобіль (54 автомобілів на 100 жителів). Середній вік жителів склав 39,0 роки (в середньому по Словенії 41.6). 